# Anthrax costaricensis
Anthrax costaricensis är en tvåvingeart som beskrevs av Marston 1970. Anthrax costaricensis ingår i släktet Anthrax och familjen svävflugor.
Artens utbredningsområde är Costa Rica. Inga underarter finns listade i Catalogue of Life.